# Dmitri Kombárov
Dmitri Vladímirovich Kombárov (en ruso: Дмитрий Владимирович Комбаров; Moscú, 22 de enero de 1987) es un exfutbolista ruso.

## Trayectoria
Se inició jugando al fútbol a los 4 años. En 1993 se unió a la escuela de fútbol Spartak-2. Los rumores señalan que él y su hermano fueron expulsados de la escuela de fútbol del Spartak luego de que el técnico del equipo les dijera que eran incapaces de jugar buen fútbol. Los dos hermanos luego se unieron a la escuela del Dinamo de Moscú.
Dmitri jugó su primer partido con el equipo principal del Dínamo el 19 de julio de 2005 en el partido contra el Dinamo Bryansk de la Liga Rusa.
Su hermano gemelo Kiril Kombárov juega para el Arsenal Tula como mediocampista.

## Selección nacional
El 12 de mayo de 2014, Fabio Capello, director técnico de la selección nacional de Rusia, incluyó a Kombárov en la lista provisional de 30 jugadores que iniciarán la preparación con miras a la Copa Mundial de Fútbol de 2014. El 2 de junio fue ratificado por Capello en la nómina definitiva de 23 jugadores.

### Participaciones en Copas del Mundo
| Mundial                        | Sede   | Resultado    |
| ------------------------------ | ------ | ------------ |
| Copa Mundial de Fútbol de 2014 | Brasil | Primera fase |

## Clubes
| Club                           | País  | Año       |
| ------------------------------ | ----- | --------- |
| F. C. Dinamo Moscú             | Rusia | 2005-2010 |
| F. C. Spartak de Moscú         | Rusia | 2010-2019 |
| P. F. C. Krylia Sovetov Samara | Rusia | 2019-2021 |

## Palmarés

### Títulos nacionales
| Título                | Club                   | País  | Año  |
| --------------------- | ---------------------- | ----- | ---- |
| Liga Premier de Rusia | F. C. Spartak de Moscú | Rusia | 2017 |
| Supercopa de Rusia    | F. C. Spartak de Moscú | Rusia | 2017 |